# 香川県道183号綾川国分寺線
香川県道183号綾川国分寺線（かがわけんどう183ごう あやがわこくぶんじせん）は、香川県綾歌郡綾川町から高松市に至る一般県道である。

## 概要

### 路線データ
- 起点：香川県綾歌郡綾川町滝宮（香川県道184号綾川府中線起点、香川県道282号高松琴平線交点）
- 終点：香川県高松市国分寺町国分（国分寺町端岡交差点、香川県道33号高松善通寺線交点）
- 総延長：9.2 km

## 路線状況

### 重複区間
- 香川県道184号綾川府中線（綾歌郡綾川町滝宮）

## 地理

### 通過する自治体
- 綾歌郡綾川町
- 高松市

### 交差する道路
| 交差する道路                                                 | 市町村名 | 市町村名 | 交差する場所 | 交差する場所              |
| ------------------------------------------------------------ | -------- | -------- | ------------ | ------------------------- |
| 香川県道184号綾川府中線 重複区間起点 香川県道282号高松琴平線 | 綾歌郡   | 綾川町   | 滝宮         | 起点                      |
| 国道32号                                                     | 綾歌郡   | 綾川町   | 滝宮         | 北小路西交差点            |
| 香川県道184号綾川府中線 重複区間終点                         | 綾歌郡   | 綾川町   | 滝宮         |                           |
| 香川県道17号府中造田線                                       | 綾歌郡   | 綾川町   | 陶           |                           |
| 国道11号                                                     | 高松市   | 高松市   | 国分寺町国分 | 野間交差点                |
| 香川県道33号高松善通寺線                                     | 高松市   | 高松市   | 国分寺町国分 | 国分寺町端岡交差点 / 終点 |

### 交差する鉄道
- 予讃線

### 沿線
- 高松琴平電気鉄道琴平線 滝宮駅
- 高松市国分寺橘ノ丘総合運動公園